# صندوقچه بازی
صندوقچهٔ بازی (انگلیسی: Tumble Leaf) یک مجموعه انیمیشن آمریکایی است که در سال ۲۰۱۴ در آمازون پرایم ویدئو پخش شد. این یک مجموعه انیمیشنی استاپ‌موشن برای کودکان پیش‌دبستانی و بر اساس فیلم کوتاه میرو ساخته شده‌است. داستان صندوقچهٔ بازی دربارهٔ یک روباه آبی انسان‌نما به نام فیگ و دوست کرمش استیک (هر دو با صداپیشگی بازیگر کودک کریستوفر داونز) همراه با سایر ساکنان جزیره به کودکان پیش‌دبستانی کمک می‌کنند تا درس‌های علوم پایه را از طریق مثال‌هایی بیاموزند. شخصیت‌های دیگر عبارتند از: میپل (بروک وولوف)، هج (زک مک داول)، پاین (ادی زینتل)، جینکو (الکس تروگمن)، روتاباگا (جودی داونز)، کدو سبز (آلن فرانزنبورگ)، و باترنات و اسکواش (امیلی داونز). هر قسمت شامل دو داستان ۱۱ دقیقه‌ای است که فیگور مکانیک آیتم‌های مختلفی را که در یک اتاق ویژه در کشتی شکسته رها شده که در آن زندگی کرده، کشف می‌کند و یادمی‌گیرد.